# Brachicoma floralis
Brachicoma floralis är en tvåvingeart som först beskrevs av Robineau-desvoidy 1863.  Brachicoma floralis ingår i släktet Brachicoma och familjen köttflugor.
Artens utbredningsområde är Frankrike. Inga underarter finns listade i Catalogue of Life.